# ベン・シーツ
ベン・M・シーツ（Ben M. Sheets, 1978年7月18日 - ）は、アメリカ合衆国ルイジアナ州バトンルージュ出身の元野球選手（投手）。
いとこには元メジャーリーガーで、NPBの広島や阪神でもプレイしたアンディ・シーツがいる。

## 経歴

### プロ入り前
ルイジアナ州セントアマントで育った。高校までは野球とアメリカンフットボールの両方をプレイしていたが、ノースイースト・ルイジアナ大学（現ルイジアナ大学モンロー校）から野球奨学生のオファーを受けたため、同校に進学し野球に専念した。2年次には14勝1敗を記録し、ルイジアナ工科大学戦では20奪三振を記録するなど活躍し、全米大学ファーストチームやサウスランド・カンファレンス最優秀選手に選出された。1999年のMLBドラフトでミルウォーキー・ブルワーズから1巡目（全体10位）指名を受け、入団した。

### マイナーリーグ
プロ2年目の2000年、シドニーオリンピックに野球アメリカ合衆国代表として出場する。予選リーグの日本戦では松坂大輔と投げ合い7回4安打無失点、決勝のキューバ戦ではペドロ・ラソと投げ合い3安打完封勝利を挙げるなど、3試合22イニングで自責点1、防御率0.41の活躍を見せ金メダルを獲得した。マイナーリーグではAA級のハンツビルとAAA級のインディアナポリスで8勝8敗、防御率2.40の成績でブルワーズ傘下の最優秀選手に選出された。
翌2001年のシーズン開幕前には新人王の有力候補の1人に挙げられ、また本人もメジャー昇格に焦点を絞っていた。投手不足に悩んでいたブルワーズも何とか育ってほしいと期待をかけていたが、その一方で当時の監督デービー・ロープスは「メジャーのバッターは、彼がオリンピックで対戦した相手とは違うんだよ」と語っていた。

### ブルワーズ時代
そのような状況の中、4月5日のヒューストン・アストロズ戦でメジャーデビューを果たすも、2試合で0勝2敗、防御率6.00と低迷。当時、チームは5人の先発投手を必要としておらず、出番も無くベンチに居るよりは出場機会を与えた方が良いと判断して、4月13日にマイナーに戻されたが、再昇格した4月28日に初勝利を挙げると順調に勝ち星を重ね、6月には6試合に先発登板し5勝0敗・防御率3.55を記録し、月間最優秀新人に選ばれた。6月終了時点で10勝を記録し、新人として球団史上初めてオールスターにも選出された。しかし後半戦は7月4日から10月2日にかけて6連敗を喫するなど1勝に終わり、調子を落とした。最終的にはこの年の新人では3位となる11勝を記録し、94奪三振、防御率4.76という成績を残した。
2002年は34試合に先発登板し、前年と同じ11勝を記録したが、リーグ最多の16敗を記録した。翌2003年は7月終了時点で10勝7敗、防御率3.88だったが、8月・9月は1勝6敗、防御率6.02と不調に陥り、最終的に11勝13敗だった。2004年は5月16日のアトランタ・ブレーブス戦で18奪三振を記録し、ムース・ハースの1試合14奪三振の球団記録を26年ぶりに更新するなど好調で、前半戦は9勝5敗、防御率2.26を記録し、3年ぶりのオールスターにも選出された。後半戦は防御率こそ3.17だったが、3勝9敗と大きく負け越した。登板時の味方打線による援護点が3.53点（リーグワースト2位）と援護に恵まれなかったが、最終的に12勝14敗、防御率2.70、球団記録となる264奪三振を記録した。
2005年から球団史上最高額となる4年総額3850万ドルで契約を延長。8月末に故障者リスト入りしてシーズンを終えたが、10勝を記録し、球団史上3人目となる5年連続2桁勝利を達成した。2006年は肩を痛めて故障者リスト入りで開幕を迎え、前半戦は背中などを痛めていたため4試合にしか登板できなかった。7月末に復帰してからは13試合に登板し、防御率3.15を記録するなど好投。シーズントータルでは先発登板数が自己最少の17に留まり、6勝7敗、防御率3.82に終わった。
2007年のロサンゼルス・ドジャースとの開幕戦で被安打2で完投勝利。チームの打撃力が向上し、6月終了時点で10勝を記録し、シーズン20勝を可能とも言われた。しかし、7月半ばに右手中指のけがで故障者リスト入り。7月以降は2勝に終わり、チームのプレーオフ進出を逃す一因となった。2008年5月10日のセントルイス・カージナルス戦でテディ・ヒゲラの奪三振の球団記録1082を更新。前半戦は10勝3敗、防御率2.85の成績を残し、オールスターに選出されナ・リーグの先発投手を務めた。故障することなく登板し続けていたが、シーズン最後の登板となった9月27日のシカゴ・カブス戦で肩を痛め、チーム26年ぶりとなったポストシーズンでは登板することなくシーズンを終えた。
シーズン終了後、ブルワーズからFAとなっていたシーツは2009年1月末にテキサス・レンジャーズと2年契約で合意に達したが、身体検査で肘の腱断裂が判明したため、契約が成立しなかった。

### アスレチックス時代
右肘の手術を行い、2010年1月26日にオークランド・アスレチックスと1年総額1000万ドルで契約合意。復活が期待されたが、4勝9敗、防御率4.53に終わり、シーズン終了後FAとなる。

### ブレーブス時代
2012年7月1日にアトランタ・ブレーブスと契約。7月15日のニューヨーク・メッツ戦で先発登板し6回を無失点に抑え、約2年ぶりとなる勝利を挙げた。10月3日、現役引退を表明。

## 選手としての特徴
90mph台の重いフォーシーム・ファストボール、メジャー最高級のカーブ、ツーシーム・ファストボール気味の球速のあるチェンジアップを主な武器とする。カーブは、2007年にベースボール・アメリカ誌がナショナルリーグ各球団監督を対象に行ったアンケートで「リーグ最高のカーブ」に選出されたほか、2007年のMLBオールスターゲーム公式プログラムでも「メジャーでベストのカーブ」部門において3位として紹介されている。基本的にパワー系のカーブで、卓越した球速があるものの、球速をわずかに変えることがある。回転が非常に鋭く、縦方向に変化し、1度目は手元を離れてすぐ変化し、2度目は打者のすぐ手元で変化する。変化はとても大きいが制球がよく、ヒザより低い位置へ大きく曲がり落ちるように投げることが多い。チェンジアップは通常のものより球速があり、速球との球速差がなく効果が薄いため、あまり投げない。
コントロールが抜群によく、特に速球の制球は別格で、カーブの制球は回を追うごとによくなる。一塁側に倒れこみながら投げることがよくあり、ポジショニングがよくなく、フィールディングがいい投手ではない。

## 詳細情報

### 年度別投手成績
| 年 度     | 球 団     | 登 板 | 先 発 | 完 投 | 完 封 | 無 四 球 | 勝 利 | 敗 戦 | セ 丨 ブ | ホ 丨 ル ド | 勝 率 | 打 者 | 投 球 回 | 被 安 打 | 被 本 塁 打 | 与 四 球 | 敬 遠 | 与 死 球 | 奪 三 振 | 暴 投 | ボ 丨 ク | 失 点 | 自 責 点 | 防 御 率 | W H I P |
| --------- | --------- | ----- | ----- | ----- | ----- | -------- | ----- | ----- | -------- | ----------- | ----- | ----- | -------- | -------- | ----------- | -------- | ----- | -------- | -------- | ----- | -------- | ----- | -------- | -------- | ------- |
| 2001      | MIL       | 25    | 25    | 1     | 1     | 0        | 11    | 10    | 0        | 0           | .524  | 653   | 151.1    | 166      | 23          | 48       | 6     | 5        | 94       | 3     | 0        | 89    | 80       | 4.76     | 1.41    |
| 2002      | MIL       | 34    | 34    | 1     | 0     | 0        | 11    | 16    | 0        | 0           | .407  | 934   | 216.2    | 237      | 21          | 70       | 10    | 10       | 170      | 9     | 0        | 105   | 100      | 4.15     | 1.42    |
| 2003      | MIL       | 34    | 34    | 1     | 0     | 0        | 11    | 13    | 0        | 0           | .458  | 931   | 220.2    | 232      | 29          | 43       | 2     | 6        | 157      | 7     | 0        | 122   | 109      | 4.45     | 1.25    |
| 2004      | MIL       | 34    | 34    | 5     | 0     | 0        | 12    | 14    | 0        | 0           | .462  | 937   | 237.0    | 201      | 25          | 32       | 1     | 4        | 264      | 8     | 1        | 85    | 71       | 2.70     | 0.98    |
| 2005      | MIL       | 22    | 22    | 3     | 0     | 2        | 10    | 9     | 0        | 0           | .526  | 633   | 156.2    | 142      | 19          | 25       | 1     | 2        | 141      | 7     | 0        | 66    | 58       | 3.33     | 1.07    |
| 2006      | MIL       | 17    | 17    | 0     | 0     | 0        | 6     | 7     | 0        | 0           | .462  | 430   | 106.0    | 105      | 9           | 11       | 1     | 2        | 116      | 3     | 0        | 47    | 45       | 3.82     | 1.09    |
| 2007      | MIL       | 24    | 24    | 2     | 0     | 1        | 12    | 5     | 0        | 0           | .706  | 592   | 141.1    | 138      | 17          | 37       | 2     | 1        | 106      | 4     | 0        | 62    | 60       | 3.82     | 1.24    |
| 2008      | MIL       | 31    | 31    | 5     | 3     | 4        | 13    | 9     | 0        | 0           | .591  | 812   | 198.1    | 181      | 17          | 47       | 2     | 1        | 158      | 8     | 0        | 74    | 68       | 3.09     | 1.15    |
| 2010      | OAK       | 20    | 20    | 0     | 0     | 0        | 4     | 9     | 0        | 0           | .308  | 511   | 119.1    | 123      | 18          | 43       | 2     | 0        | 84       | 3     | 0        | 65    | 60       | 4.53     | 1.39    |
| 2012      | ATL       | 9     | 9     | 0     | 0     | 0        | 4     | 4     | 0        | 0           | .500  | 207   | 49.1     | 52       | 6           | 13       | 1     | 1        | 35       | 1     | 0        | 21    | 19       | 3.47     | 1.32    |
| MLB：10年 | MLB：10年 | 250   | 250   | 18    | 4     | 7        | 94    | 96    | 0        | 0           | .495  | 6640  | 1596.2   | 1577     | 184         | 369      | 28    | 32       | 1325     | 53    | 1        | 736   | 670      | 3.78     | 1.22    |

- 各年度の太字はリーグ最高

### 年度別守備成績
| 年 度 | 球 団 | 投手（P） | 投手（P） | 投手（P） | 投手（P） | 投手（P） | 投手（P） |
| 年 度 | 球 団 | 試 合     | 刺 殺     | 補 殺     | 失 策     | 併 殺     | 守 備 率  |
| ----- | ----- | --------- | --------- | --------- | --------- | --------- | --------- |

### 記録
- MLBオールスターゲーム選出：4回（2001年、2004年、2007年、2008年）

### 背番号
- 15（2001年 - 2010年）
- 30（2012年）